# Anders Kulläng
Anders Kulläng (Karlstad, 23 settembre 1943 – Huay Yang, 28 febbraio 2012) è stato un pilota di rally svedese, vincitore in carriera di una prova del campionato del mondo rally (Rally di Svezia del 1980).

## Biografia
Ha partecipato al campionato del mondo rally con continuità dal 1973 al 1982, più due apparizioni al Rally di Svezia, nel 1984 e nel 1988, ha partecipato in totale a 45 gare del mondiale, aggiudicandosi 57 prove speciali.
È scomparso nel 2012 all'età di 68 anni, annegato durante una vacanza in Thailandia.

## Palmarès

### Campionato del mondo rally
Vincitore, in coppia con il connazionale Bruno Berglund, di una prova del mondiale rally. Nella tabella che segue sono elencati tutti i podi conquistati in gare del mondiale WRC.
| Anno | Rally            | Navigatore            | Vettura         | Pos. |
| ---- | ---------------- | --------------------- | --------------- | ---- |
| 1976 | Rally di Svezia  | Claes-Göran Andersson | Opel Ascona     | 3º   |
| 1977 | Rally di Svezia  | Bruno Berglund        | Opel Kadett GTE | 3º   |
| 1978 | Rally del Canada | Bruno Berglund        | Opel Kadett GTE | 3º   |
| 1980 | Rally di Svezia  | Bruno Berglund        | Opel Ascona 400 | 1º   |

## Risultati nel mondiale rally

### ICM
- 1970 - GM Dealers Sweden - Opel Kadett Rallye - 7° al Rally di Svezia, ? al Rally di Gran Bretagna
- 1971 - Opel Kadett Rallye - 7° al Rally di Svezia
- 1972 - GM Dealers Association - Opel Ascona/Opel Ascona 1.9 SR - 4° al Rally di Svezia, 3° al Rally di Gran Bretagna

### WRC
| 1973 | Scuderia                              | Vettura                                    |    |  |  |  |  |  |  |  |  |  |  |     |  |  |  |  | Punti | Pos. |
| ---- | ------------------------------------- | ------------------------------------------ | -- |  |  |  |  |  |  |  |  |  |  | --- |  |  |  |  | ----- | ---- |
| 1973 | General Motors GM Dealers Association | Opel Ascona A Automatic Opel Ascona A 1900 | 13 |  |  |  |  |  |  |  |  |  |  | Rit |  |  |  |  |       |      |

| 1974 | Scuderia | Vettura     |  |  |   |  |  |  |  |  |  |  |  |  |  |  |  |  | Punti | Pos. |
| ---- | -------- | ----------- |  |  | - |  |  |  |  |  |  |  |  |  |  |  |  |  | ----- | ---- |
| 1974 |          | Opel Ascona |  |  | 8 |  |  |  |  |  |  |  |  |  |  |  |  |  |       |      |

| 1975 | Scuderia                               | Vettura                             |     |     |  |  |  |  |   |  |  |     |  |  |  |  |  |  | Punti | Pos. |
| ---- | -------------------------------------- | ----------------------------------- | --- | --- |  |  |  |  | - |  |  | --- |  |  |  |  |  |  | ----- | ---- |
| 1975 | Opel Euro Händler Team GMs ÅF-förening | Opel Ascona 1.9 SR Opel Kadett GT/E | Rit | Rit |  |  |  |  | 5 |  |  | Rit |  |  |  |  |  |  |       |      |

| 1976 | Scuderia                                | Vettura                          |     |   |     |  |  |  |     |  |  |   |  |  |  |  |  |  | Punti | Pos. |
| ---- | --------------------------------------- | -------------------------------- | --- | - | --- |  |  |  | --- |  |  | - |  |  |  |  |  |  | ----- | ---- |
| 1976 | Opel Euro Händler Team Opel Team Sweden | Opel Kadett GT/E 16V Opel Ascona | Rit | 3 | Rit |  |  |  | Rit |  |  | 7 |  |  |  |  |  |  |       |      |

| 1977 | Scuderia       | Vettura          |  |   |  |  |  |  |  |  |  |  |    |  |  |  |  |  | Punti | Pos. |
| ---- | -------------- | ---------------- |  | - |  |  |  |  |  |  |  |  | -- |  |  |  |  |  | ----- | ---- |
| 1977 | MK Team Westom | Opel Kadett GT/E |  | 3 |  |  |  |  |  |  |  |  | 15 |  |  |  |  |  |       |      |

| 1978 | Scuderia                                             | Vettura          |   |     |  |   |     |   |   |  |  |  |   |  |  |  |  |  | Punti | Pos. |
| ---- | ---------------------------------------------------- | ---------------- | - | --- |  | - | --- | - | - |  |  |  | - |  |  |  |  |  | ----- | ---- |
| 1978 | Opel Euro Händler Team Opel Mobil Dealer Team Sweden | Opel Kadett GT/E | 9 | Rit |  | 6 | Rit | 7 | 3 |  |  |  | 5 |  |  |  |  |  |       |      |

| 1979 | Scuderia                 | Vettura          |     |     |     |  |     |  |     |  |  |  |  |  |  |  |  |  | Punti | Pos. |
| ---- | ------------------------ | ---------------- | --- | --- | --- |  | --- |  | --- |  |  |  |  |  |  |  |  |  | ----- | ---- |
| 1979 | Opel Dealer Team Holland | Opel Kadett GT/E | Rit | Rit | Rit |  | Rit |  | Rit |  |  |  |  |  |  |  |  |  | 0     |      |

| 1980 | Scuderia               | Vettura         |   |   |     |  |   |  |     |  |     |  |   |  |  |  |  |  | Punti | Pos. |
| ---- | ---------------------- | --------------- | - | - | --- |  | - |  | --- |  | --- |  | - |  |  |  |  |  | ----- | ---- |
| 1980 | Opel Euro Händler Team | Opel Ascona 400 | 4 | 1 | Rit |  | 4 |  | Rit |  | Rit |  | 5 |  |  |  |  |  | 48    | 5º   |

| 1981 | Scuderia                      | Vettura                                      |   |   |     |     |  |     |  |  |    |  |  |   |  |  |  |  | Punti | Pos. |
| ---- | ----------------------------- | -------------------------------------------- | - | - | --- | --- |  | --- |  |  | -- |  |  | - |  |  |  |  | ----- | ---- |
| 1981 | Publimmo Racing Team Ralliart | Opel Ascona 400 Mitsubishi Lancer 2000 Turbo | 4 | 4 | Rit | Rit |  | Rit |  |  | 12 |  |  | 9 |  |  |  |  | 22    | 15º  |

| 1982 | Scuderia      | Vettura                      |  |  |  |  |  |  |  |  |     |   |  |     |  |  |  |  | Punti | Pos. |
| ---- | ------------- | ---------------------------- |  |  |  |  |  |  |  |  | --- | - |  | --- |  |  |  |  | ----- | ---- |
| 1982 | Team Ralliart | Mitsubishi Lancer 2000 Turbo |  |  |  |  |  |  |  |  | Rit | 7 |  | Rit |  |  |  |  | 4     | 41º  |

| 1984 | Scuderia   | Vettura         |  |     |  |  |  |  |  |  |  |  |  |  |  |  |  |  | Punti | Pos. |
| ---- | ---------- | --------------- |  | --- |  |  |  |  |  |  |  |  |  |  |  |  |  |  | ----- | ---- |
| 1984 | Team Volvo | Volvo 240 Turbo |  | Rit |  |  |  |  |  |  |  |  |  |  |  |  |  |  | 0     |      |

| 1988 | Scuderia | Vettura        |  |    |  |  |  |  |  |  |  |  |  |  |  |  |  |  | Punti | Pos. |
| ---- | -------- | -------------- |  | -- |  |  |  |  |  |  |  |  |  |  |  |  |  |  | ----- | ---- |
| 1988 |          | BMW 325 iX E30 |  | 28 |  |  |  |  |  |  |  |  |  |  |  |  |  |  | 0     |      |

| Legenda | 1º posto | 2º posto | 3º posto | A punti | Senza punti | Ritirato | Squalificato | NP=Non partito C=Gara cancellata | Apice=Power stage |

#### Gruppo N
| 1988 | Scuderia | Vettura        |  |   |  |  |  |  |  |  |  |  |  |  |  |  |  |  | Punti | Pos. |
| ---- | -------- | -------------- |  | - |  |  |  |  |  |  |  |  |  |  |  |  |  |  | ----- | ---- |
| 1988 |          | BMW 325 iX E30 |  | 6 |  |  |  |  |  |  |  |  |  |  |  |  |  |  |       |      |

| Legenda | 1º posto | 2º posto | 3º posto | A punti | Senza punti | Ritirato | Squalificato | NP=Non partito C=Gara cancellata | Apice=Power stage |